# Geneviève McKenzie-Sioui
Pour les articles homonymes, voir Sioui.
Geneviève McKenzie-Sioui, née Geneviève McKenzie en 1956 à Matimekosh sur la Côte-Nord du Québec au Canada, est auteure-compositrice-interprète, animatrice et productrice pour la télévision. Artiste innue, elle fait de la chanson en langue innu-aimun depuis près de 40 ans.
Elle dirigea une émission pour enfants « Les Découvertes de Shanipiap » sur le réseau de télévision Aboriginal People's Television Network (APTN) et la Télévision francophone de l'Ontario (TFO).
Elle est établie dans la communauté wendat de Wendake, près de la ville de Québec, où elle habite maintenant depuis 30 ans.